# Juan-dong
Juan-dong (koreanska: 주안동) är en stadsdel i staden Incheon i Sydkorea, 29 km väster om huvudstaden Seoul. Den ligger i stadsdistriktet Michuhol-gu.

## Indelning
Administrativt är Juan-dong indelat i:
| Namn    | Namn              | Yta km² | Invånare 31 dec 2020 |
| ------- | ----------------- | ------- | -------------------- |
| 주안1동 | Juan 1(il)-dong   | 0,61    | 21 431               |
| 주안2동 | Juan 2(i)-dong    | 0,99    | 16 911               |
| 주안3동 | Juan 3(sam)-dong  | 0,46    | 9 085                |
| 주안4동 | Juan 4(sa)-dong   | 0,96    | 14 193               |
| 주안5동 | Juan 5(o)-dong    | 1,18    | 18 286               |
| 주안6동 | Juan 6(yuk)-dong  | 0,62    | 22 852               |
| 주안7동 | Juan 7(chil)-dong | 0,52    | 13 038               |
| 주안8동 | Juan 8(pal)-dong  | 0,84    | 21 631               |